# The Boys présentent : Les Diaboliques
Pour les articles homonymes, voir The Boys.
Production
Diffusion
Chronologie
The Boys Gen V
The Boys présentent : Les Diaboliques (The Boys Presents: Diabolical) est une série télévisée d'animation américaine de super-héros, basée sur les comics The Boys de Garth Ennis et Darick Robertson. La série a été développée par Eric Kripke. Cette série anthologique est un spin-off de la série télévisée The Boys.
Constituée de huit épisodes, la série est diffusée dans le monde entier depuis le 4 mars 2022 sur Prime Video.

## Synopsis
Cette série d'anthologie présente plusieurs histoires de super-héros ultra-violente, grinçant d'humour noir.

## Distribution
- Ben Schwartz : Simon
- Fred Tatasciore : Gorille
- Christian Slater (VF : Xavier Béja) : Paul le narrateur
- Asjha Cooper (VF : Déborah Claude) : Ghost
- Frances Conroy (VF : Ivana Coppola) : Barb
- Kevin Smith : Boobie Face
- Xolo Maridueña : Aqua Agua
- Eugene Mirman : Denis Fletcher
- Gary Anthony Williams (VF : Richard Leroussel) : le père de Ghost
- Retta : la mère de  Ghost
- Caleb McLaughlin : Mo-Slo
- Kenan Thompson : le père de Mo-Slo
- Grey DeLisle : Fang, Tiffany et Sharon
- Justin Roiland (VF : Alan Aubert-Carlin) : Papiers
- Jason Isaacs (VF : Jean-Pierre Michaël) : William « Billy » Butcher
- Antony Starr (VF : Jérôme Pauwels) : John « le Protecteur »
- Simon Pegg (VF : Jim Redler) : Hughie « le P'tit » Campbell
- Michael Cera (VF : Benjamin Pascal) : Great Wide Wonder
- Dominique McElligott : Maeve
- Kevin Michael Richardson : Ironcast
- Kieran Culkin : O. D.
- Eliot Glazer (VF : Mathias Kozlowski) : Boyd
- Nasim Pedrad : Cherry LynClaire
- Kumail Nanjiani : Vik
- Awkwafina : Sky / Areola
- Seth Rogen : le dealer
- Chace Crawford (VF : Rémi Bichet) : Kevin Moskowitz / « l'homme-poisson » (The Deep en VO)
- Aisha Tyler : Nubia
- Don Cheadle : Nubian Prince
- John DiMaggio (VF : Serge Biavan) : Groundhawk
- Somali Rose (VF : Lila Lacombe) : Maya Nubian
- Randall Duk Kim : John
- Khary Payton : Vought Tactical Leader
- Andy Samberg : Gary
- Youn Yuh-jung : Sun-Hee
- Chris Diamantopoulos : CLF Leader
- Elisabeth Shue (VF : Hélène Bizot) : Madelyn Stillwell
- Giancarlo Esposito Stan Edgar
- David Marciano : Gary
- Sean Patrick Thomas : divers voix

## Épisodes

### Première saison (2022)
1. La Balade de bébé laser (Laser Baby's Day Out)
2. Un court métrage animé dans lequel des supers bien vénères tuent leurs parents (An Animated Short Where Pissed-Off Supes Kill Their Parents)
3. Je suis ton dealeur (I'm Your Pusher)
4. Boyd En 3D (Boyd in 3D)
5. Les Meilleures amies du monde (BFFs)
6. Nubien contre nubienne (Nubian vs Nubian)
7. John et Sunhee (John and Sun-Hee)
8. Un plus un égale deux (One Plus One Equals Two)

Source des titres en français

## Production
Le projet est annoncé lors d'un panel de Prime Video du Comic Con Experience au Brésil. The Boys Presents: Diabolical est alors présentée comme une série anthologique située dans l'univers de The Boys, avec Seth Rogen and Evan Goldberg comme producteurs délégués, avec une idée similaire à Animatrix. Il est annoncé que les huit épisodes seront basés sur des histoires inédites imaginées par Awkwafina, Garth Ennis, Eliot Glazer, Ilana Glazer, Evan Goldberg, Seth Rogen, Simon Racioppa, Justin Roiland, Ben Bayouth, Andy Samberg et Aisha Tyler.
Eric Kripke révèle que l'idée de la série est née durant la pandémie de Covid-19. Les producteurs de The Boys voulaient faire patienter les fans de la série en attendant la 3e saison. En raison des restrictions liées à la pandémie, une série d'animation était plus facile à produire.

## Accueil
La première saison reçoit des critiques globalement positives. Sur l'agrégateur américain Rotten Tomatoes, elle récolte 96% d'opinions favorables pour 24 critiques et une note moyenne de 7,5⁄10. Sur Metacritic, elle obtient une note moyenne de 70⁄100 pour 7 critiques.